# Nuala Ní Dhomhnaill

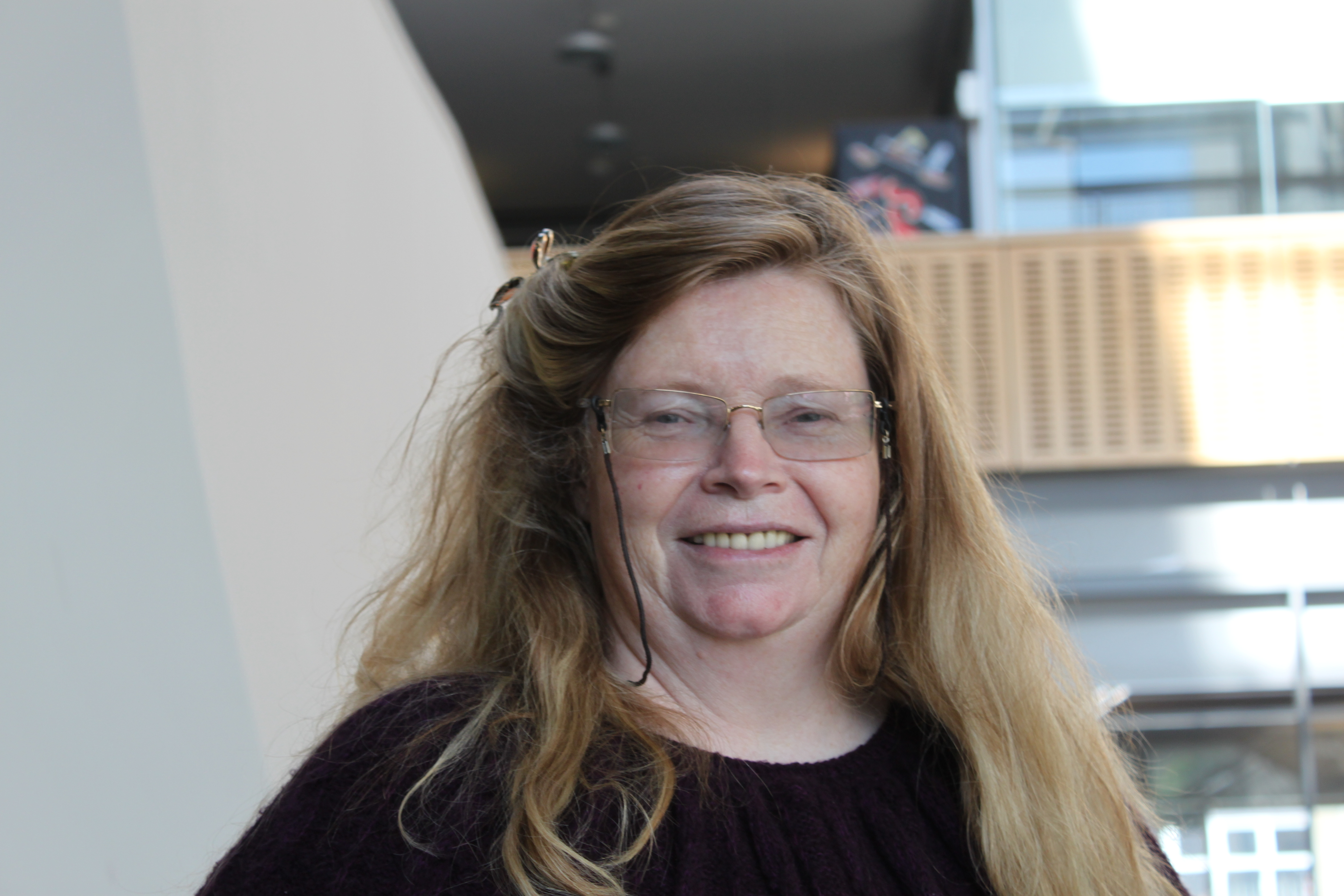
Nuala Ní Dhomhnaill en Belfast, mayo 2010

Nuala Ní Dhomhnaill (Lancashire, 1952) es una poetisa irlandesa. 

## Biografía
Nació en Inglaterra de padres irlandeses. Cuando tenía cinco fue a Irlanda, y se crio con una tía en Cean Trá, dos años después sus padres regresaron a Irlanda. Vivió después en la Península de Dingle, dentro del Gaeltacht, y pasó períodos en Limerick y Aonach Urmhumhan durante su juventud. El sacerdote y escritor Pádraig Ó Fiannachta era tío suyo. 
Estudió irlandés e inglés en la University College Cork entre 1969 y 1972. En esa época formó parte de la escuela Innti de poetas. Logró el certificado superior en educación en 1973. 
Se casó con el geólogo turco Dogan Leflef y vivió primero en Países Bajos y desde 1975 en Turquía. Trabajó como profesora de inglés en la Universidad Técnica de Oriente Medio en Ankara. En 1980 se mudó con sus dos hijos y su marido a Dublín, quien falleció en 2013.

## Obra
- An Dealg Droighin (Cló Mercier, 1981)
- Féar Suaithinseach (Maigh Nuad, 1984)
- Jimín (teatro infantil, BÁC, 1985)
- Rogha Dánta/Selected Poems (Raven Arts, 1986, traducción al inglés de Michael Hartnett)
- Feis (Maigh Nuad, 1991)
- Pharaoh's Daughter (1990, traducido por trece poetas irlandeses)
- The Astrakhan Cloak (1992, traducido al inglés por Paul Muldoon)
- Spíonáin is róiseanna (Cló Iar-Chonnachta, 1993)
- Cead Aighnis (An Sagart, An Daingean, 1998)
- The Water Horse: Poems in Irish (Gallery, 1999, traducido al inglés por Medbh McGuckian e Eiléan Ní Chuilleanáin)
- The Fifty Minute Mermaid: Poems in Irish (Gallery, 2007, traducido al inglés por Paul Muldoon)